# Łuskwiak wąskoblaszkowy

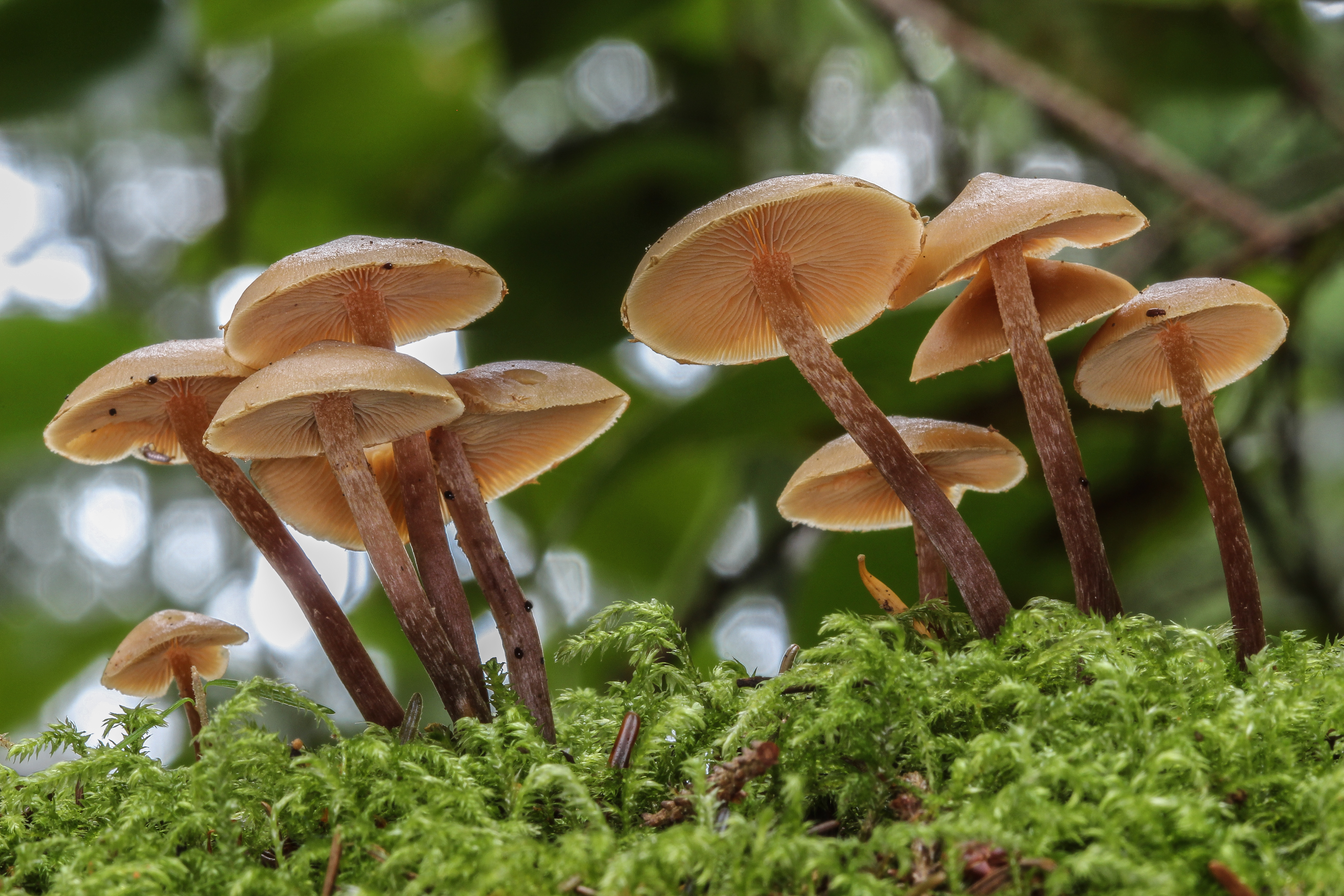

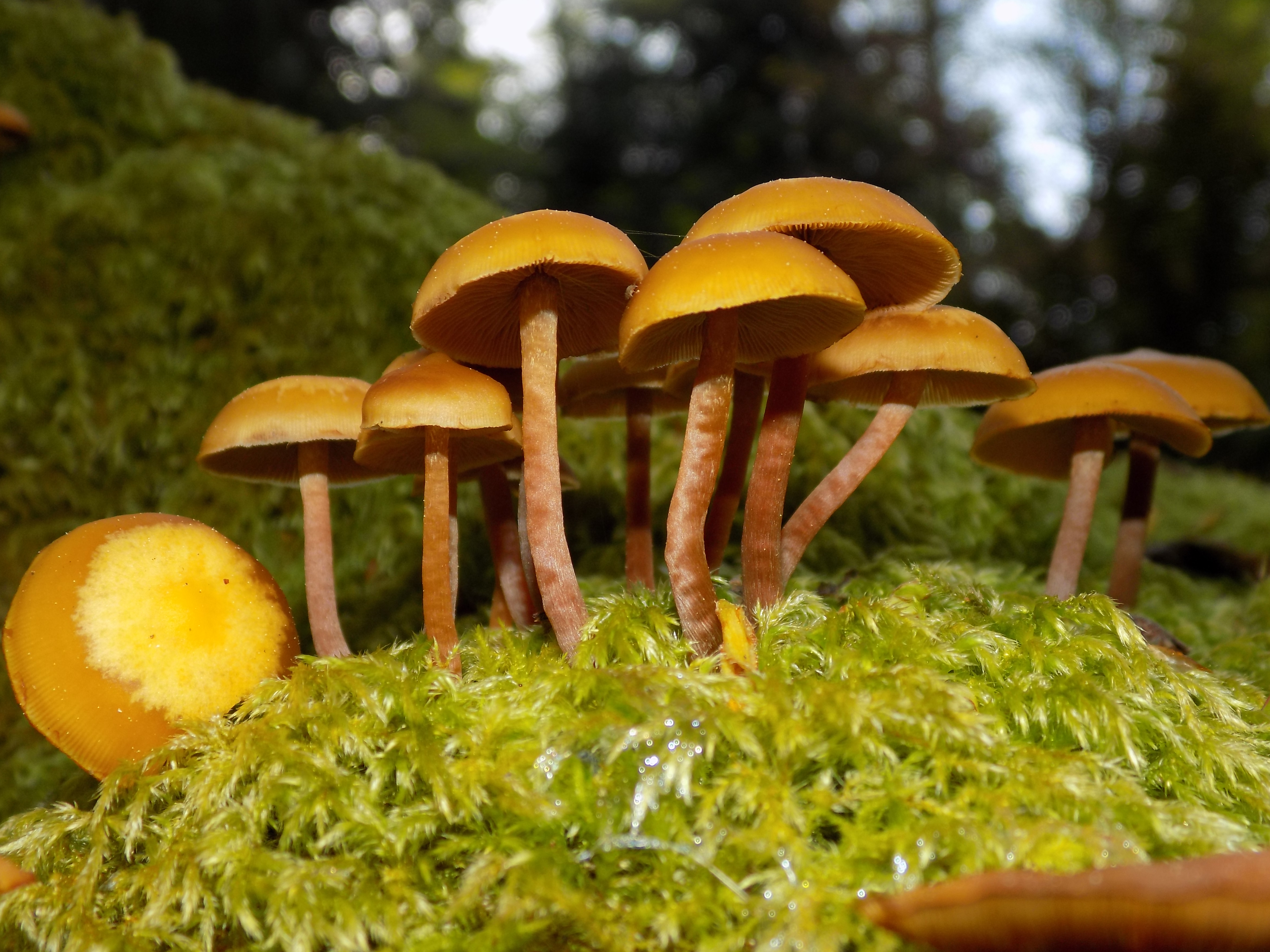

Łuskwiak wąskoblaszkowy (Pholiota lignicola (Peck) Jacobsson) – gatunek grzybów z rodziny pierścieniakowatych (Strophariaceae).

## Systematyka i nazewnictwo
Pozycja w klasyfikacji według Index Fungorum: Pholiota, Strophariaceae, Agaricales, Agaricomycetidae, Agaricomycetes, Agaricomycotina, Basidiomycota, Fungi.
Po raz pierwszy takson ten zdiagnozował w 1872 r. Charles Horton Peck nadając mu nazwę Agaricus lignicola. Obecną, uznaną przez Index Fungorum nazwę nadał mu w 1989 r. Stig Jacobbson.
Synonimy:
- Agaricus lignicola Peck 1870
- Galerina myriadophylla P.D. Orton 1969
- Kuehneromyces lignicola (Peck) Redhead 1984
- Kuehneromyces myriadophyllus (P.D. Orton) Pegler & T.W.K. Young 1972
- Naucoria lignicola (Peck) Sacc. 1887

Władysław Wojewoda w 2003 r. zaproponował nazwę łuskwiak wąskoblaszkowy. w 1999 r. opisywał ten gatunek pod nazwą łuszczak mniejszy.

## Morfologia
Kapelusz
Średnica 1–3,5 cm, początkowo wypukły, potem płaskowypukłym na koniec płaski, z niewielką wklęsłością lub garbkiem. Brzeg początkowo podgięty, potem pofalowany. Jest higrofaniczny, w stanie wilgotnym prążkowany. Powierzchnia naga, u młodych okazów czasami śliska, matowo brązowobrązowa, w stanie wilgotnym blaknąc od środka kapelusza staje się płowobrązowa, u starszych okazów kremowa do białej.
Blaszki
Przyrośnięte do płytko zbiegających, wąskie, gęste, brudno-brązowe, z wiekiem matowe i średnio brązowych. Liczba blaszeczek dochodzi do 4.
Trzon
Wysokość 2,5–5 cm, grubość 2–3,5 mm, centralny, na przekroju poprzecznym owalny, o równej grubości lub zwężający się przy wierzchołku, czasami podłużnie żłobiony, początkowo pełny, potem pusty. Powierzchnia w górnej części oprószona, blado brązowa, dolna część naga do słabo włókienkowatej, spłowiała winnobrązowa, u starych okazów prawie całkowicie ciemna, winnobrązowa. Przy podstawie biała grzybnia tworząca w podłożu ryzomorfy. Występuje zanikająca, częściowa, blada, włókienkowato-błoniasta osłona. W młodych owocnikach pozostają po niej na kapeluszu drobne fragmenty, a wysoko na trzonie cienka, włókienkowata strefa pierścieniowa, szybko zabarwiająca się od zarodników na mahoniowy brąz
Miąższ
Cienki, o grubości około 1 mm, płowo-brązowy, niezmienny po uszkodzeniu. Zapach i smak niewyraźny.
Wysyp zarodników
Średnio brązowy.
Cechy mikroskopowe
Zarodniki 5,5–7,0 × 3,5–4,0 µm, eliptyczne, gładkie, umiarkowanie grubościenne, spłaszczone wierzchołkowo z dobrze rozwiniętymi porami zarodkowymi i niewyraźnymi wyrostkami.

## Występowanie i siedlisko
Łuskwiak wąskoblaszkowy występuje w Ameryce Północnej, Europie i Azji. W zestawieniu wielkoowocnikowych grzybów podstawkowych Polski W. Wojewoda w 2003 r. przytacza cztery stanowiska i umieszcza go na czerwonej liście gatunków zagrożonych w kategorii R (gatunek rzadki).
Grzyb saprotroficzny. Występuje gromadnie na martwych kłodach drzew iglastych, sporadycznie w pryzmach trocin. Owocniki pojawiają się późną wiosną; po mokrych zimach powszechnie.

## Gatunki podobne
Małe brązowe grzyby są z natury trudne do zidentyfikowania, ale łuskwiak wąskoblaszkowy jest wyjątkiem od tej reguły. Jego charakterystyczne cechy to owocniki gromadnie występujące kłodach iglastych drzew, higrofaniczny, czasami prążkowany kapelusz, który blednie od średnio brązowego do brązowego lub białego, oraz częściowa zasnówka, po której pozostają resztki na kapeluszach i trzonach młodych owocników. U blisko spokrewnionego łuskwiaka zmiennego (Kuehneromyces mutabilis) owocniki pojawiają się dopiero jesienią i odróżniają się łuskowatym w dolnej części trzonem.